# 哌替啶
哌替啶（INN：pethidine）又称美吡利啶（USAN：meperidine）为白色、无嗅、结晶状的粉末，能溶于水，适用于治疗中度至重度疼痛，属类阿片镇痛药。哌替啶通常以盐酸盐作为给药形式（盐酸哌替啶），有片剂、糖浆、注射剂（肌肉内、皮下、静脉注射）。
哌替啶有许多別名，如：配西汀、唛啶；常见商品名有：地美露（Demerol）、度冷丁（Dolantin）、杜冷丁。

## 作用
作为人工合成的麻醉药物，哌替啶普遍地使用于临床，它对人体的作用和机理与吗啡相似，但镇痛、麻醉作用较小，仅相当于吗啡的10分之1至8分之1，作用时间维持2－4小时左右。主要作用于中枢神经系统，对心血管、平滑肌亦有一定影响。毒副作用也相应较小，恶心、呕吐、便秘等症状均较轻微，对呼吸系统的抑制作用较弱，一般不会出现呼吸困难及过量使用等问题。

## 細節
主要治療在鎮痛方面，目前列為管制藥品，相對的禁忌如下：
- 哌替啶對正在使用或近期內曾使用单胺氧化酶（MAO）抑制剂者為使用禁忌。
- 14天內服用MAO抑制劑者，如給予治療劑量之哌替啶會引起不可預期的、嚴重的、甚至致命的反應，其症狀包括昏迷、嚴重呼吸抑制、低血壓、及類似急性麻醉藥品過量之症狀。其他的明顯反應有過動、全身痙攣、心跳加速、高熱、高血壓。
- 嚴重反應者可靜脈注射氢化可的松或强的松龙（prednisolone），對高血壓及高熱者可併用靜脈注射氯丙嗪。

## 合成
由环氧乙烷与甲胺加成为N-甲基二乙醇胺，用氯化亚砜在苯中氯化为二氯代衍生物，与苯乙腈在氨基钠存在下缩合为1-甲基-4-苯基-4-氰基哌啶，水解为羧酸，再与乙醇酯化为乙酯，最后与盐酸成盐而得。

## 注意事項
- 有嗜眠、眩暈等現象。服用期間如須駕車、從事操作機械等危險性工作者，應特別小心。
- 對於某些老年人或虛弱、嚴重肝或腎功能不全、甲狀腺機能不足、阿狄孫氏症、及前列腺肥大或尿道狹窄患者，給予哌替啶時應小心，同時起始劑量應予減低。
- 對頭部傷害、顱內傷害、顱內壓已上升者，給予哌替啶會加重呼吸抑制及腦脊髓液壓明顯升高。
- 氣喘及其他呼吸異常者使用哌替啶應格外小心。
- 哌替啶會產生類似嗎啡之藥物依賴性，而有濫用之虞。

## 常見副作用
過量使用：
- 嗜睡
- 噁心
- 嘔吐
- 呼吸抑制
- 便秘
- 尿滯留
- 瞳孔散瞳

非過量使用：偶爾有頭暈目眩、噁心嘔吐、便秘的情形

## 合成法
哌替啶可以在兩步合成中製備。第一步是苯乙腈和氯甲烷的反應在氨基钠存在下形成哌啶環。然後將腈轉化成酯。

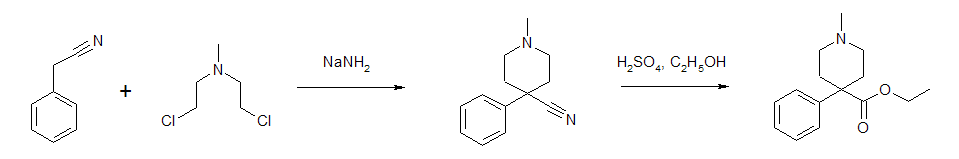
哌替啶合成法.

## 名人使用
2009年6月25日麥可·傑克遜的逝世疑與「地美露」（Demerol）使用過量有關。1984年，麥可·傑克遜在拍攝百事可樂廣告表演時，因舞台效果道具煙霧彈出差錯，致使頭蓋燒傷。由於治療時需要使用止痛藥，導致他從此對此藥產生上癮性，無法擺脫對止痛藥的依賴。在心臟衰竭的一小時前，他也曾注射該藥。 该消息真实性仍有待考证。